# كلوريد الكالسيوم
 كلوريد الكالسيوم مركب كيميائي له الصيغة CaCl2 ، ويكون على شكل صلب ذي لون أبيض.

## الخواص
- بلورات كلوريد الكالسيوم لها خاصة استرطاب كبيرة، لذا تستخدم في التجفيف.
- انحلالية مركب كلوريد الكالسيوم جيدة جداً في الماء، حوالي 70 غ لكل 100 مل عند 20°س، وذلك بشكل ناشر للحرارة وذلك نتيجة التشكل الناشر للحرارة لمركب سداسي هيدرات كلوريد الكالسيوم CaCl2.6H2O
- ينحل كلوريد الكالسيوم في الإيثانول أيضاً، حوالي 20 غ كل 100 مل عند 20°س.

## التحضير
ينتج من تفاعل حمض هيدروكلوريك HCl مع الحجر الجيري ( كربونات الكالسيوم) CaCO3 ومعادلة التفاعل
CaCO3+ 2 HCl → CaCl2 + H2O+ CO2
ينتج الشكل الخالي من الماء لمركب كلوريد الكالسيوم من تسخين سداسي الهيدرات بشكل حذر إلى 260°س

## الاستخدامات
- نتيجة الشراهة الكبيرة لكلوريد الكالسيوم للماء يدخل التجفيف كتطبيق رئيسي له.
- كما يدخل في العديد من الصناعات الغذائية كمضاف غذائي لها رقم الإي E 509 مثل صناعة المعلبات وفي صناعة الألبان حيث يعمل على معادلة الحموضة ، وعدم تخثر اللبن خلال عملية البسترة، وصناعة المخللات.
- يدخل في استعمالات أخرى مثل التبريد وصناعة البلاستيك وفي إطفاء الحرائق.